# 长葶报春
长葶报春（学名：Primula longiscapa）为报春花科报春花属下的一个种。

## 扩展阅读
維基物種上的相關：长葶报春